# 斋藤隆 (举重运动员)
斋藤隆（日语：／ Saito Takashi，1953年1月28日—），日本男子举重运动员。他曾代表日本参加1978年亚洲运动会举重比赛，获得一枚铜牌。他也曾参加1976年夏季奥林匹克运动会。